# Argyll and Bute (circonscription du Parlement britannique)
Pour l’article homonyme, voir Argyll and Bute.
Circonscription parlementaire de la Chambre des communes
Argyll and Bute est une circonscription électorale britannique située en Écosse.

## Liste des députés
| Élection | Élection | MP                  | Parti                   |
| -------- | -------- | ------------------- | ----------------------- |
|          | 1983     | John Jackson MacKay | Parti conservateur      |
|          | 1987     | Janet Ray Michie    | Parti libéral           |
|          | 1988     | Janet Ray Michie    | Libéraux-démocrates     |
|          | 2001     | Alan Reid           | Libéraux-démocrates     |
|          | 2015     | Brendan O'Hara      | Parti national écossais |